# Купай (Параньгинський район)
Купа́й (рос. Купай, марій. Купай) — присілок у складі Параньгинського району Марій Ел, Росія. Входить до складу Алашайського сільського поселення.

## Населення
Населення — 7 осіб (2010; 12 у 2002).
Національний склад (станом на 2002 рік):
- татари — 92 %